# Saint-Quentin-les-Marais
Saint-Quentin-les-Marais è un comune francese di 138 abitanti situato nel dipartimento della Marna nella regione del Grand Est.

## Società

### Evoluzione demografica
Abitanti censiti